# Stockholmsdamernas älskling
Stockholmsdamernas älskling är en svensk kort dramafilm från 1911 i regi av Anna Hofman-Uddgren. 

## Om filmen
Filmen premiärvisades 13 oktober 1911 på Orientaliska Teatern i Stockholm. Filmen spelades in vid flera platser i Stockholm, bland annat Djurgårdsbrunns värdshus, Norra Lagnö av Otto Bökman. Under båtresan med Saga till Lagnö skymtar man Waldemarsudde, Blockhusudden och Fjäderholmarna.

## Roller
- Carl Barcklind - Stockholmsdamernas älskling/Tenoren
- Fröken Jarl - primadonnan i Grefven af Luxemburg
- Sigurd Wallén - herr Sommarlund, rentier
- Erika Törnberg - fru Sommarlund
- Anna-Lisa Hellström - fröken Sommarlund
- John Blom - löjtnant, fröken Sommarlunds fästman